# Hóangyal

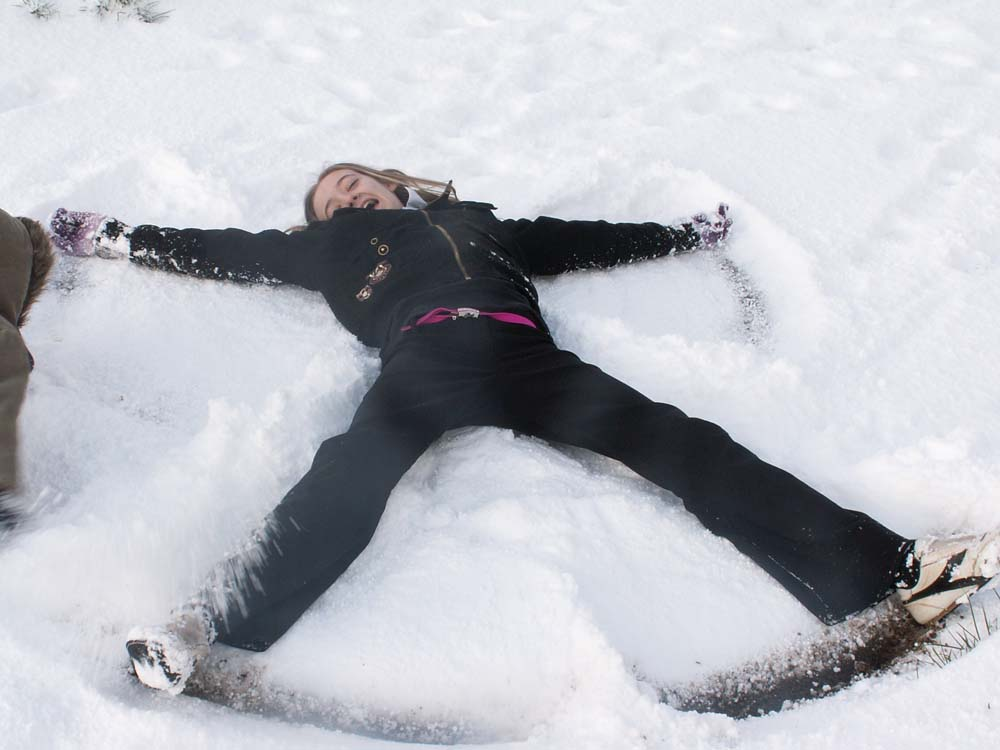
Hóangyal készítése

A hóangyal egy emberi munkával létrehozott angyal alakú bemélyedés a hóban. A hóangyalok készítése gyakori gyermekkori játék.

## Technikája
A hóangyal elkészítése egyszerű folyamat. Első lépésként keresni kell egy érintetlen havas területet. Következő lépésként hanyatt kell feküdni a hóban, szétterjesztett karokkal és lábakkal. Ezután a karokat-lábakat fel-le kell mozgatni, ezáltal bemélyedés keletkezik a hóban. Ha ennek vége, a hóangyalnak angyal-formájúnak kéne lennie, ahol a karok munkája formálta a szárnyakat, a lábaké a palástot.

## Jelenlegi világrekord
2007. március 18-án a Guinness World Records megerősítette, hogy Észak-Dakota tartja az egyidejűleg egy helyen létrehozott hóangyalok világrekordját. A rekorddöntő eseményre 2007. február 17-én került sor, amikor 8962 hóangyal készült el az állami parlament előtti téren Bismarckban.
A korábbi rekordot a Michigan Tech University tartotta 3784 diák, egyetemi dolgozó és helyi lakos részvételével.

## Sportbeli vonatkozásai
Az amerikaifutballban tilos a touchdownt a földön fekve (így például hóangyal-készítéssel) ünnepelni. Az elkövető játékos nem sportemberhez méltó magatartás miatt büntetésben részesülhet. Wes Welkert, a New England Patriots játékosát 10 ezer dollárra büntették egy 2008. december 12-i mérkőzés után.
1993. november 25-én, az évente megrendezett NFL Hálaadás-napi mérkőzésen a Miami Dolphins running back-je, Keith Byars hóangyalok készítésével ünnepelte a 77 yardnyi futást követően megszerzett touchdownt a Dallas Cowboys ellen.